# Nesozineus peruanus
Nesozineus peruanus là một loài bọ cánh cứng trong họ Cerambycidae.